# Incendio en Montaña de la Mesa
El incendio de Montaña de la Mesa de 2021 (también conocido como incendio Rhodes Memorial o incendio de Ciudad del Cabo) es un incendio importante que comenzó el 18 de abril de 2021 en y alrededor del parque nacional Montaña de la Mesa y los vecindarios de Newlands, Rosebank, Mowbray y Rondebosch en Ciudad del Cabo, Sudáfrica. Los daños a los sitios en el área de Table Mountain incluyeron el Rhodes Memorial, donde un restaurante se incendió; el campus superior de la Universidad de Ciudad del Cabo (UCT), donde se destruyó la biblioteca de Colecciones Especiales; y Mostert's Mill, un histórico molino de viento que se quemó. Además, cinco bomberos fueron hospitalizados.

## Incendio y responsabilidades
El incendio forestal comenzó en la mañana del 18 de abril de 2021 cerca de Rhodes Memorial, Devil's Peak en el parque nacional Table Mountain. Los bomberos fueron alertados a las 08:45 SAST (06:45 UTC).  Se informó que el incendio fue iniciado por un vagabundo, y se extendió a través de viejos pinos y escombros, generando su propio viento, hacia el campus universitario y la ciudad. Hubo una alerta de peligro extremo de incendio el mismo día, con alta temperatura y baja humedad. Inicialmente, las corrientes ascendentes de humo y viento provocadas por el incendio impidieron que se desplegara el apoyo aéreo de extinción de incendios. Posteriormente, más de 250 bomberos participaron en la extinción del incendio y se utilizaron cuatro helicópteros para arrojar agua sobre el fuego.
A las 14:10 SAST, los estudiantes de la Universidad de Ciudad del Cabo fueron evacuados.  Se emitieron advertencias oficiales para que los excursionistas en el área de Newlands Forest del parque nacional Table Mountain también evacuaran. A las 16:05 SAST, los Parques Nacionales de Sudáfrica (SANParks) anunciaron que el restaurante del Rhodes Memorial había sido destruido por el incendio. La carretera M3 también se cerró y el fuego se extendió al otro lado de la misma. El 19 de abril de 2021 (8:00 SAST), las viviendas en el área de Vredehoek, Walmer Estate y University Estate de Ciudad del Cabo fueron evacuadas como medida de precaución. Esto incluyó la evacuación del complejo residencial Disa Park. A las 15:00 SAST del 19 de abril, los bomberos informaron que el fuego había sido "contenido en gran medida.

## Consecuencias
El 18 de abril, el rector de la UCT Mamokgethi Phakeng suspendió todas las actividades académicas durante los dos días siguientes. El 19 de abril, Phakeng dijo que los estudiantes podían regresar a sus residencias dentro de las 72 horas, con la excepción de aquellos que vivían en Smuts Hall o Fuller Hall. Agregó que restaurar Fuller Hall a una condición habitable podría llevar meses.

## Investigación
El 18 de abril a las 20:10 SAST, un hombre de 35 años fue detenido bajo sospecha de haber iniciado el incendio. El miembro del comité de seguridad y protección de la ciudad de Ciudad del Cabo, JP Smith, declaró que la ciudad de Ciudad del Cabo había recibido varios relatos de testigos presenciales de "tres personas que caminan por el monte, con incendios que comienzan a medida que avanzan.